# Andrew Nicholson (schaatser)
Andrew Nicholson (12 juli 1970, Auckland) is een voormalige Nieuw-Zeelandse langebaanschaatser en shottracker.

## Langebaanschaatsen

### Persoonlijke records
| Afstand      | Tijd     | Datum            | Baan       |
| ------------ | -------- | ---------------- | ---------- |
| 500 meter    | 38,05    | 20 januari 1998  | Hamar      |
| 1000 meter   | 1.13,86  | 15 februari 1998 | Nagano     |
| 1500 meter   | 1.54,52  | 6 december 1997  | Heerenveen |
| 3000 meter   | 4.11,86  | 6 januari 1996   | Hamar      |
| 5000 meter   | 7.01,26  | 7 december 1997  | Heerenveen |
| 10.000 meter | 14.28,25 | 19 maart 1995    | Calgary    |

### Resultaten
| Jaar | WK Allround             | WK Sprint                 | Olympische Spelen   |
| ---- | ----------------------- | ------------------------- | ------------------- |
| 1995 | NC28 (26e, 20e, 26e, -) |                           |                     |
| 1996 | NC27 (28e, 30e, 25e, -) |                           |                     |
| 1997 | NC33 (29e, 32e, 35e, -) | 30e ( 31e, 33e, 34e, 34e) |                     |
| 1998 | NS3 (25e, 36e, NS, -)   |                           | 35e 1000m 40e 1500m |

(#, #, #, #) = afstandspositie op sprinttoernooi (500m, 1000m, 500m, 1000m) of op allroundtoernooi (500m, 5000m, 1500m, 10.000m).

## Shorttrack
Andrew Nicholson nam deel aan de Olympische Winterspelen van 1992 en werd 4e op de aflossing en 17e op de 1000m. In 1994 nam de Nieuw-Zeelander eveneens als shorttracker deel aan de Olympische Winterspelen. Nicholson werd 28e op de 500m en 27e op de 1000m.